# 시청자 세상 웃으며 사는 이야기
《시청자 세상 웃으며 사는 이야기》는 대한민국의 텔레비전 채널 SBS TV에 방송된 예능 프로그램이다.

## 방송 일정
| 방송사 | 방송 기간                          | 방송 시간                  | 방송 분량 |
| ------ | ---------------------------------- | -------------------------- | --------- |
| SBS    | 1998년 3월 27일 ~ 1998년 10월 16일 | 매주 토요일 저녁 7:05~8:00 | 55분      |

## 결방
- 1998년 6월 5일: 기아체험 24시간 방영으로 인한 결방.
- 1998년 8월 14일: 특별기획 김승규의 평양 리포트 방영으로 인한 결방.
- 1998년 10월 2일: 추석특선 영화 방영으로 인한 결방.
- 1998년 10월 9일: '98 프로야구 준플레이오프 1차전 방영으로 인한 결방.